# Bruntino
Bruntino (Brüntì [bɾynˈti] in dialetto bergamasco) è una frazione del comune di Villa d'Almè, in Lombardia.

## Storia
La località è un piccolo villaggio agricolo di antica origine, frazione del comune di Villa d'Almè fino al 1566, quando il governo della Repubblica di Venezia lo costituì in municipio a sé stante.
Il paese tornò frazione dopo due secoli e mezzo su ordine di Napoleone, ma gli austriaci annullarono la decisione al loro arrivo nel 1815 con il Regno Lombardo-Veneto.
Dopo l'unità d'Italia il paese crebbe da meno di quattrocento a più di seicento abitanti. Fu il fascismo a decidere la soppressione del comune riunendolo a Villa d'Almè.. Durante la Resistenza diversi partigiani si rifugiarono qui per nascondersi dai fascisti, vivendo per dei mesi nascosti nei boschi dove sono ancora visibili alcune piccole costruzioni. Oggi gli abitanti sono poco meno di 1000.

## Monumenti e luoghi d'interesse
Nella località vi è il santuario seicentesco dedicato, in origine, all'annunciazione, solo poi a san Mauro abate; e la chiesa parrocchiale del sacro cuore di Gesù in Bruntino, realizzata per volere dei cittadini, agli inizi del '900.